# Catedral de Nuestra Señora de la Asunción (Boma)
La Catedral de Nuestra Señora de la Asunción  o simplemente Catedral de Boma (en francés: Cathédrale Notre Dame de l’Assomption) es el nombre que recibe un edificio religioso afiliado a la Iglesia Católica que se encuentra ubicado en la ciudad de Boma en la provincia de Bajo Congo en la parte oeste del país africano de República Democrática del Congo. No debe ser confundida con la Antigua Catedral también dedicada a la Asunción de María en la misma localidad.
La actual estructura que sirve como catedral data de 1951 y reemplazo a otra iglesia que data de 1890.
La congregación sigue el rito romano o latino y el templo es la iglesia madre de la diócesis de Boma (Dioecesis Bomaensis) que fue creada como vicariato apostólico en 1934 cuando el país era parte del Congo Belga y fue elevado a su actual estatus en 1959 mediante la bula "Cum parvulum" del papa Juan XXIII.
Esta bajo la responsabilidad pastoral del obispo Cyprien Mbuka Nkuanga. En 2015 se iniciaron trabajos de remodelación con el apoyo técnico de China y bajo la promoción del gobierno provincial.